# Elewacja rozdzielnicy elektrycznej
Elewacja rozdzielnicy elektrycznej – rysunek techniczny elektryczny przedstawiający widok rozdzielnicy od przodu (od strony obsługi). Na schemacie elewacji należy zaznaczyć aparaty montowane na drzwiach, osłonach czy też pokrywach poszczególnych pól (modułów) lub całej rozdzielnicy. Zawiera oznaczenia poszczególnych pól. Na elewacji podawane są też wymiary gabarytowe rozdzielnicy. Należy podać typ dobranej obudowy, stopień ochrony IP, w jakim ma być wykonana rozdzielnica, oraz w zależności od potrzeb kierunek otwierania drzwi szaf lub pokryw.
Przy projektowaniu elewacji rozdzielnicy, a więc rozmieszczenia poszczególnych pól i elementów składowych rozdzielnicy, wskazane jest dążenie do uzyskania jak największej przejrzystości układu rozdzielnicy. W tym celu pola zasilające odbiorniki tego samego rodzaju powinny być zgrupowane obok siebie.